# Vicenza Volley
Vicenza Volley war ein italienischer Frauen-Volleyballverein aus Vicenza, der in der italienischen Serie A1 spielte.

## Geschichte
Der Verein wurde 1992 gegründet und spielte von 1998 bis 2009 in der italienischen Serie A1. In der Saison 2000/01 gewann man den europäischen CEV-Pokal.
Der Verein übernahm in seiner Geschichte regelmäßig die Namen der Hauptsponsoren in den Vereinsnamen:
- Battistolli-Lattebusche Vicenza (1992–1993)
- Volley Vicenza (1993–1994)
- Barausse Vicenza (1994–1995)
- Biasia Volley Vicenza (1995–1996)
- Biasia Oyster Vicenza (1996–1997)
- Biasia Vicenza (1997–1998)
- Cosme Ceis Vicenza (1998–2000)
- Minetti Vicenza (2000–2001)
- Metodo Minetti Vicenza (2001–2002)
- Metodo Infoplus Vicenza (2002–2003)
- Minetti Infoplus Vicenza (2003–2007)
- Minetti Infoplus Imola (2007–2008)
- Minetti Vicenza (2008–2009)
- Osmo BPVi Vicenza (2009–2010)

2010 wurde der Verein aufgelöst.

## Bekannte ehemalige Spielerinnen
- Ana Ibis Fernández  (1997–1998)
- Hanka Pachale  (1998–1999)
- Małgorzata Glinka  (1999–2003)
- Ingrid Visser †  (2000–2001)
- Elisa Togut  (2000–2002)
- Frauke Dirickx  (2000–2002, 2004–2005)
- Elke Wijnhoven  (2001–2002)
- Anja Krause  (2003–2004)
- Riikka Lehtonen  (2004–2005)
- Katarzyna Skowrońska  (2005–2006)
- Miyuki Takahashi  (2005–2007)
- Kathy Radzuweit  (2007–2008)
- Elisa Muri  (2009–2010)